# Cabaré (álbum)
Cabaré é um álbum ao vivo desenvolvido pelos cantores sertanejos Leonardo e Eduardo Costa, lançado em 25 de novembro de 2014, com o objetivo de fazer releituras de clássicos sertanejos conhecidos por tocar muito em prostíbulos (daí a origem do nome do disco).

## Faixas
| CD  |                                         |                                                      |                                   |         |  |
| N.º | Título                                  | Compositor(es)                                       | Artista original                  | Duração |  |
| 1.  | "Seu Amor Ainda é Tudo"                 | Moacyr Franco                                        | João Mineiro & Marciano           | 4:04    |  |
| 2.  | "Ainda Ontem Chorei de Saudade"         | Moacyr Franco                                        | João Mineiro & Marciano           | 3:16    |  |
| 3.  | "Último Adeus"                          | Benedito Seviero / José Homero / Ronaldo Adriano     | Trio Parada Dura                  | 3:47    |  |
| 4.  | "Princesa"                              | José Fernandes                                       | Amado Batista                     | 3:46    |  |
| 5.  | "As Paredes Azuis"                      | Darci Rossi / Marciano                               | João Mineiro & Marciano           | 3:25    |  |
| 6.  | "Borbulhas de Amor (Tenho um Coração)"  | Juan Luis Guerra                                     | Fagner                            | 3:33    |  |
| 7.  | "Vestido de Seda"                       | Alcino Alves / Teodoro                               | Teodoro & Sampaio                 | 2:28    |  |
| 8.  | "Um Degrau na Escada"                   | Carlos Colla / Marcelão / Sergio Knust / Zeh Enrique | Chico Rey & Paraná                | 3:33    |  |
| 9.  | "Paixão de um homem / Dama de Vermelho" | Ado Benatti / Jeca Mineiro / Waldick Soriano         | Waldick Soriano / Duduca & Dalvan | 3:14    |  |
| 10. | "Sonhei com Você"                       | José Rico / Vicente Dias                             | Milionário & José Rico            | 4:27    |  |
| 11. | "Como eu Chorei"                        | Telmo de Maia                                        | Lourenço & Lourival               | 3:52    |  |
| 12. | "Quem Será Seu Outro Amor?"             | Edelson Moura                                        | Chico Rey & Paraná                | 3:50    |  |
| 13. | "Blusa Vermelha"                        | Jose Russo / Mangabinha / Ronaldo Adriano            | Trio Parada Dura                  | 3:15    |  |
| 14. | "De Igual pra Igual"                    | Matogrosso / Roberta Miranda                         | Matogrosso & Mathias              | 3:46    |  |
| 15. | "Liguei pra Dizer Que te Amo"           | Aladim / Já Longo / Mont'Alve                        | Alan & Aladim                     | 3:10    |  |
| 16. | "Na Hora do Adeus"                      | Carlos Colla / Chico Roque                           | Matogrosso & Mathias              | 3:54    |  |

| DVD |                                                           |                                                      |                                   |         |  |
| N.º | Título                                                    | Compositor(es)                                       | Artista original                  | Duração |  |
| 1.  | "Abertura"                                                |                                                      |                                   |         |  |
| 2.  | "Seu Amor Ainda é Tudo"                                   | Moacyr Franco                                        | João Mineiro & Marciano           | 4:04    |  |
| 3.  | "Ainda Ontem Chorei de Saudade"                           | Moacyr Franco                                        | João Mineiro & Marciano           | 3:16    |  |
| 4.  | "Último Adeus"                                            | Benedito Seviero / José Homero / Ronaldo Adriano     | Trio Parada Dura                  | 3:47    |  |
| 5.  | "Princesa"                                                | José Fernandes                                       | Amado Batista                     | 3:46    |  |
| 6.  | "As Paredes Azuis"                                        | Darci Rossi / Marciano                               | João Mineiro & Marciano           | 3:25    |  |
| 7.  | "Boate Azul"                                              | Benedito Seviero / Tomaz                             | Joaquim & Manoel                  | 3:07    |  |
| 8.  | "Borbulhas de Amor (Tenho um Coração) (Borbujas de Amor)" | Juan Luis Guerra (Versão: Ferreira Gullar            | Fagner                            | 3:33    |  |
| 9.  | "Vestido de Seda"                                         | Alcino Alves / Teodoro                               | Teodoro & Sampaio                 | 2:28    |  |
| 10. | "Um Degrau na Escada"                                     | Carlos Colla / Marcelão / Sergio Knust / Zeh Enrique | Chico Rey & Paraná                | 3:33    |  |
| 11. | "Paixão de um homem / Dama de Vermelho"                   | Ado Benatti / Jeca Mineiro / Waldick Soriano         | Waldick Soriano / Duduca & Dalvan | 3:14    |  |
| 12. | "Sonhei com Você"                                         | José Rico / Vicente Dias                             | Milionário & José Rico            | 4:27    |  |
| 13. | "Como eu Chorei"                                          | Telmo de Maia                                        | Lourenço & Lourival               | 3:52    |  |
| 14. | "Fio de cabelo"                                           | Marciano / Darci Rossi                               | Chitãozinho & Xororó              | 2:43    |  |
| 15. | "Quem Será Seu Outro Amor?"                               | Edelson Moura                                        | Chico Rey & Paraná                | 3:50    |  |
| 16. | "Blusa Vermelha"                                          | Jose Russo / Mangabinha / Ronaldo Adriano            | Trio Parada Dura                  | 3:15    |  |
| 17. | "Garçon"                                                  | Reginaldo Rossi                                      | Reginaldo Rossi                   | 2:47    |  |
| 18. | "Avião das Nove"                                          | Praense / Ado                                        | Trio Parada Dura                  | 2:59    |  |
| 19. | "De Igual pra Igual"                                      | Matogrosso / Roberta Miranda                         | Matogrosso & Mathias              | 3:46    |  |
| 20. | "Liguei pra Dizer Que te Amo"                             | Aladim / J. A. Longo / Mont'Alve                     | Alan & Aladim                     | 3:10    |  |
| 21. | "Amargurado"                                              | Tião Carreiro / Dino Franco                          | Tião Carreiro & Pardinho          | 3:10    |  |
| 22. | "Na Hora do Adeus"                                        | Carlos Colla / Chico Roque                           | Matogrosso & Mathias              | 3:54    |  |

## Créditos
Banda
- Romário Rodrigues - piano e direção musical
- Renatinho Ramos - teclados
- Ronaldo Cezário - violão
- Manut Lacerda - guitarra e violão
- Nardeli Prado - baixo
- Caio Caliel - bateria
- Gabriel Pellizzaro - acordeom
- Leandro Joaquim - trompete
- Paola Redivo e Cláudia Carolyne - violinos
- Ana Caroline Uchoa - viola
- Patrícia Ribeiro - cello

## Desempenho nas tabelas musicais
CD
| Parada musical (2015)        | Melhor posição |
| ---------------------------- | -------------- |
| Brasil (TOP 20 Semanal ABPD) | 1              |

DVD
| Parada musical (2015)        | Melhor posição |
| ---------------------------- | -------------- |
| Brasil (TOP 20 Semanal ABPD) | 1              |